# Yevgeniy Kornyukhin
Yevgeniy Vasilyevich Kornyukhin, em russo: Евгений Васильевич Корнюхин (Moscou, 7 de março de 1967) é um ex-futebolista russo que atuava como goleiro.
Tendo iniciado a carreira em 1984, no time reserva do CSKA Moscou, Kornyukhin encerrouy a carreira aos 38 anos no Salyut-Energiya Belgorod.